# Ultra-Trail des Ô Plateaux
L' Ultra-Trail des Ô Plateaux, ou UTOP, ou encore trail aux mille sourires est le principal ultra-trail organisé sur l'île de Madagascar, dans l'océan Indien. Organisée au mois de mai, l'épreuve consiste en un parcours de 176 km dans la province d'Analamanga, où se situe la capitale Antananarivo.
Son départ est donné depuis la vallée de la Mandraka, à l'est de la capitale, via le lac de Mantasoa et se termine à Antananarivo, au niveau du Lycée français.
En 2021, le parcours est de 176 kilomètres comprenant 5 700 mètres de dénivelé positif.
Le temps limite pour finir le parcours est de 34 h.

## Historique
La première édition a eu lieu en 2009, à l'initiative d'Eric Lepine, aujourd'hui directeur de course.
1680 participants ont pris le départ de la 9ème édition en 2017.
L'édition 2020 a été reportée à 2021 du fait de la crise sanitaire liée au coronavirus
Pour les mêmes raisons, l'édition 2021 initialement prévue en mai a été reportée fin septembre de la même année

## Catégories de course
Quatre courses sont proposées à l'ensemble des participants (distances correspondant à l'édition programmée en 2020 ): un Ultra de 126 km, un semi de 70km, un X-trail de 40km ainsi qu'un T-rail de 30km